# Krîjivka, Rojîșce
Krîjivka (în ucraineană Крижівка) este un sat în comuna Lukiv din raionul Rojîșce, regiunea Volînia, Ucraina.

## Demografie
Componența lingvistică a localității Krîjivka
     Ucraineană (98,72%)
     Alte limbi (1,27%)
Conform recensământului din 2001, majoritatea populației localității Krîjivka era vorbitoare de ucraineană (98,72%), existând în minoritate și vorbitori de alte limbi.